# Miss República Dominicana 2008
El certamen Miss República Dominicana 2008 fue celebrado el 3 de diciembre de 2007. Este año sólo 9 candidatas compitieron para la corona nacional. La ganadora escogida representó a la República Dominicana en el Miss Universo 2008. La Primera Finalista o Miss RD Hispanoamericana irá al Reina Hispanoamericana 2008. La Segunda Finalista o Miss RD Continente Americano irá al Miss Continente Americano 2008. La ganadora fue coronada por Massiel Taveras, Miss República Dominicana 2007.

## Resultados
| Resultados                     | Candidatas |
| ------------------------------ | --- |
| Miss República Dominicana 2008 | Hermanas Mirabal - Marianne Cruz |
| Primera Finalista              | La Romana - Mariel Sabogal |
| Segunda Finalista              | Distrito Nacional - Yadira Geara |
| Finalistas                     | Espaillat - Yaritza Camacho Puerto Plata - Eliana Santana Com. Dom. En EE.UU - Jennifer Peña Duarte - Adrianna Rossal Santo Domingo - Claudia García Monseñor Nouel - Katherine Escaño |

### Premios especiales
- Mejor Piel - Yadira Geara (Distrito Nacional)
- Mejor Rostro - Marianne Cruz (Hermanas Mirabal)
- Mejor Traje Típico - Yaritza Camacho (Espaillat)
- Miss Comunicación - Jennifer Peña (Com. Dom. En EE.UU)
- Miss Fotogenica - Yaritza Camacho (Espaillat)
- Miss Internet (voted through voy.com/210036/) - Marianne Cruz (Hermanas Mirabal)
- Miss Simpatía - Katherine Escaño (Monseñor Nouel)

| Predecesor: Massiel Taveras Santiago | Miss República Dominicana 2008 | Sucesor: Ada Aimeé de la Cruz San José de Ocoa |

### Puntuaje Final
| \| Representa \| Traje \| T. Baño \| Pregunta \| Promedio \| \| --------------------------- \| ----- \| ------- \| -------- \| -------- \| \| Hermanas Mirabal \| 9.451 \| 9.512 \| 9.384 \| 9.449 \| \| La Romana \| 8.964 \| 9.468 \| 9.475 \| 9.302 \| \| Distrito Nacional \| 9.514 \| 9.445 \| 8.874 \| 9.278 \| \| Espaillat \| 9.045 \| 9.141 \| 9.105 \| 9.097 \| \| Puerto Plata \| 9.456 \| 8.789 \| 8.996 \| 9.080 \| \| Com. Dom. En Estados Unidos \| 9.214 \| 8.567 \| 8.864 \| 8.882 \| \| Duarte \| 8.214 \| 8.851 \| 8.399 \| 8.473 \| \| Santo Domingo \| 8.741 \| 7.986 \| 8.246 \| 8.324 \| \| Monseñor Nouel \| 8.451 \| 8.598 \| 7.015 \| 8.021 \| | Miss República Dominicana 2008 Primera finalista Segunda finalista Tercera finalista Cuarta finalista Quinta finalista Sexta finalista Séptima finalista Octava finalista |         |          |          |
| Representa | Traje | T. Baño | Pregunta | Promedio |
| Hermanas Mirabal | 9.451 | 9.512   | 9.384    | 9.449    |
| La Romana | 8.964 | 9.468   | 9.475    | 9.302    |
| Distrito Nacional | 9.514 | 9.445   | 8.874    | 9.278    |
| Espaillat | 9.045 | 9.141   | 9.105    | 9.097    |
| Puerto Plata | 9.456 | 8.789   | 8.996    | 9.080    |
| Com. Dom. En Estados Unidos | 9.214 | 8.567   | 8.864    | 8.882    |
| Duarte | 8.214 | 8.851   | 8.399    | 8.473    |
| Santo Domingo | 8.741 | 7.986   | 8.246    | 8.324    |
| Monseñor Nouel | 8.451 | 8.598   | 7.015    | 8.021    |

## Candidatas
| Representa                  | Candidata                          | Año | Altura          | Oriunda                    |
| --------------------------- | ---------------------------------- | --- | --------------- | -------------------------- |
| Com. Dom. En Estados Unidos | Jennifer Amaris Peña García        | 23  | 1,81 m (5′ 11″) | Hartford                   |
| Distrito Nacional           | Yadira Rossina Geara Cury          | 22  | 1,86 m (6′ 1″)  | Santo Domingo              |
| Duarte                      | Adrianna Rossal Hidalgo            | 19  | 1,79 m (5′ 10″) | San Francisco de Macorís   |
| Espaillat                   | Yaritza Victoria Camacho Camacho   | 20  | 1,81 m (5′ 11″) | Moca                       |
| Hermanas Mirabal            | Marianne Elizabeth Cruz González   | 23  | 1,82 m (6′ 0″)  | Salcedo                    |
| La Romana                   | Mariel Isabel Sabogal Cruz         | 22  | 1,80 m (5′ 11″) | La Romana                  |
| Monseñor Nouel              | Katherine Miguelina Escaño Cabrera | 20  | 1,78 m (5′ 10″) | Bonao                      |
| Puerto Plata                | Eliana Alexandra Santana Arias     | 18  | 1,88 m (6′ 2″)  | San Felipe de Puerto Plata |
| Santo Domingo               | Claudia Vidal                      | 21  | 1,80 m (5′ 11″) | Santo Domingo Norte        |